# Discographie de Nina Hagen
 (décembre 2021).
Cet article présente la discographie de la chanteuse allemande Nina Hagen. Elle a réalisé quinze albums studios, deux albums live, quatorze compilations , deux Ep et vingt huit singles.

## Présentation
La carrière discographique de Nina Hagen commence en 1974 à Berlin-Est alors capitale de la République démocratique allemande Maria Hagen. Elle rejoint le groupe Automobil avec qui elle réalise le single Du hast den Farbfilm vergessen (« Tu as oublié la pellicule couleur »). Un deuxième single, He, Wir Fahren Auf's Land, sort en 1975. Après que son beau-père, Wolf Biermann, réussit à quitter l'Allemagne de l'Est en 1976, Nina Hagen le suit pour s'installer à Berlin-Ouest. Quelque temps plus tard, elle signe un contrat avec CBS Records et forme le Nina Hagen Band avec d'anciens musiciens du groupe Lokomotive Kreuzberg. Leur premier album, du même nom, est publié en 1978 et se vend à plus de 250 000 copies en Allemagne. Le groupe réalise un deuxième album, Unbehagen, qui deviendra le plus grand succès de Nina Hagen, avant de se séparer en 1979. Cet album aura notamment un énorme succès en France où il atteindra la 3e place du classement des meilleures ventes d'albums et sera certifié double disque d'or (250 000 copies vendues).
En 1982, Nina Hagen signe un nouveau contrat avec CBS et fait publier son premier album solo, NunSexMonkRock, qui devient le premier album de la chanteuse à se classer aux États-Unis (184e place du Billboard 200). Changeant radicalement de style de musique en se tournant vers la Dance-pop et le disco, elle sort encore deux albums, Angstlos (1983) et In Ekstasy (1985) avec CBS avant que son contrat expire et ne soit jamais renouvelé. En 1989, elle signe un contrat avec Mercury Records, avec qui elle sortira les albums Nina Hagen (1989), Street (1991), et Revolution Ballroom (1993). Elle fait son retour dans la musique en 2000 avec l’album Return of the Mother. Son dernier album à ce jour est Volksbeat, sorti en 2011.
Quand la chancelière fédérale d’Allemagne, Angela Merkel, quitta sa fonction en décembre 2021, elle choisit Du hast den Farbfilm vergessen parmi les trois pièces jouées lors de la cérémonie militaire, den Großer Zapfenstreich.

## Albums

### Albums studios
| Album                                                                                       | Charts | Charts | Charts | Charts | Charts | Charts | Charts | Charts | Charts | Charts | Certifications |
| Album                                                                                       | ALL    | AUT    | CAN    | FRA    | NOR    | N-Z    | P-B    | SWE    | SUI    | USA    | Certifications |
| ------------------------------------------------------------------------------------------- | ------ | ------ | ------ | ------ | ------ | ------ | ------ | ------ | ------ | ------ | -------------- |
| Nina Hagen Band - Enregistré avec le Nina Hagen Band - Sortie: 11 février 1978 - Label: CBS | 11     | 24     | —      | —      | —      | 7      | —      | —      | —      | —      | Or · Or        |
| Unbehagen - Enregistré avec le Nina Hagen Band - Sortie: Décembre 1979 - Label: CBS         | 2      | 9      | —      | 3      | 10     | 40     | 19     | 8      | —      | —      | Or · 2 × Or    |
| NunSexMonkRock - Sortie: 12 juin 1982 - Label: CBS                                          | 27     | —      | —      | —      | 18     | 38     | —      | —      | —      | 184    | —              |
| Angstlos - Sortie: Novembre 1983 - Label: CBS                                               | 24     | 11     | 68     | —      | —      | 47     | 40     | —      | —      | 151    | —              |
| In Ekstasy - Sortie: 10 janvier 1986 - Label: CBS                                           | 24     | 13     | 95     | —      | —      | 43     | —      | 36     | 13     | —      | —              |
| Nina Hagen - Sortie: 8 octobre 1989 - Label: Mercury Records                                | 20     | 24     | —      | —      | —      | —      | —      | —      | 26     | —      | —              |
| Street - Sortie: 23 juillet 1991 - Label: Mercury                                           | 36     | 39     | —      | —      | —      | —      | —      | —      | 32     | —      | —              |
| Revolution Ballroom - Sortie: 1993 - Label: Mercury                                         | —      | —      | —      | —      | —      | —      | —      | —      | —      | —      | —              |
| FreuD Euch - Sortie: 1er janvier 1995 - Label: RCA / BMG                                    | —      | —      | —      | —      | —      | —      | —      | —      | —      | —      | —              |
| Bee Happy - Sortie: 1er janvier 1996 - Label: RCA / BMG                                     | —      | —      | —      | —      | —      | —      | —      | —      | —      | —      | —              |
| Om Namah Shivay - Sortie: 29 octobre 1999 - Label: SmartAASS / BMG                          | —      | —      | —      | —      | —      | —      | —      | —      | —      | —      | —              |
| Return of the Mother - Sortie: 20 mars 2000 - Label: Orbit Universal Music                  | 77     | 49     | —      | —      | —      | —      | —      | —      | —      | —      | —              |
| Big Band Explosion - Sortie: 9 décembre 2003 - Label: SPV                                   | —      | —      | —      | —      | —      | —      | —      | —      | —      | —      | —              |
| Irgendwo auf der Welt - Sortie: 24 avril 2006 - Label: Island                               | 62     | —      | —      | —      | —      | —      | —      | —      | —      | —      | —              |
| Personnal Jesus - Sortie: 16 juillet 2010 - Label: Koch / Universal                         | 16     | 62     | —      | 179    | —      | —      | —      | —      | 61     | —      | —              |
| Volksbeat - Sortie: 11 novembre 2011 - Label: Polydor                                       | —      | —      | —      | —      | —      | —      | —      | —      | —      | —      | —              |

### Album Live
| Album                                                             | Charts |
| Album                                                             | ALL    |
| ----------------------------------------------------------------- | ------ |
| Live in Krefeld - Sortie: 2001 - Label: Not On Label (Nina Hagen) | —      |

### Compilations
| Année | Album                                           | Label                 |
| ----- | ----------------------------------------------- | --------------------- |
| 1986  | World Now (Best of Nina Hagen) uniquement       | CBS                   |
| 1987  | Love                                            | CBS                   |
| 1990  | The Very Best Of                                | CBS                   |
| 1991  | Nunsexmonkrock / Nina Hagen Band                | Columbia              |
| 1992  | Collection Gold (13 titres originaux uniquement | Columbia              |
| 1993  | In My World uniquement                          | Spectrum              |
| 1995  | Definitive Collection                           | Columbia              |
| 1995  | Μψ ωαψ From '78 To '94 uniquement               | Mercury               |
| 1996  | 14 Friendly Abductions (The Best of Nina Hagen) | Columbia              |
| 1996  | Was Denn… Hits '74-'95                          | BMG / Amiga           |
| 2000  | Simply the Best                                 | Columbia              |
| 2000  | Prima Nina In Ekstasy uniquement                | Sony Music            |
| 2001  | Nina Hagen Band + Unbehagen                     | CBS                   |
| 2003  | The Collection                                  | Sony Music            |
| 2004  | Rangeh'n (Das Beste von Nina Hagen) uniquement  | Sony Music            |
| 2005  | Heiß uniquement                                 | Sony Music            |
| 2005  | My Way                                          | Sony Music / BMG      |
| 2012  | In My World                                     | Universal Music Group |
| 2020  | Was Denn… ? (The Amiga Recordings)              | Sony Music / Amiga    |

### Musique de film
| Année | Film           | Titres                                                           | ref    |
| ----- | -------------- | ---------------------------------------------------------------- | ------ |
| 1979  | Cha Cha        | "I Love You Like I Love Myself", "Herman'Door", "Herman Is High" | [ 13 ] |
| 2014  | Der 7bte Zwerg | "Happy Birthday", "Dellamortas Tango"                            | [ 14 ] |

## EP's et singles

### Ep's
| Année | Titre                       | Position dans les chartes | Position dans les chartes |
| Année | Titre                       | ALL                       | FRA                       |
| ----- | --------------------------- | ------------------------- | ------------------------- |
| 1980  | My Way                      | —                         | 15                        |
| 1980  | Nina Hagen Band             | —                         | —                         |
| 1987  | Punkhochzeit / Punk Wedding | —                         | —                         |

### Singles
Années 1970 et 80
| Année | Titre                                                                                                   | Position dans les chartes | Position dans les chartes | Position dans les chartes | Position dans les chartes | Position dans les chartes | Album                       |
| Année | Titre                                                                                                   | ALL                       | FRA                       | NOR                       | P-B                       | US Hot Dance              | Album                       |
| ----- | --- | ------------------------- | ------------------------- | ------------------------- | ------------------------- | ------------------------- | --------------------------- |
| 1974  | "Du Hast Den Farbfilm Vergessen" - Paru sous: Nina Hagen & Automobil - Face B: "Wenn Ich An Dich Denk'" | —                         | —                         | —                         | —                         | —                         | Non album single            |
| 1974  | "He, Wir Fahren Auf's Land" - Paru sous: Nina Hagen & Automobil - Face B: "Komm, Komm"                  | —                         | —                         | —                         | —                         | —                         | Non album single            |
| 1975  | "Hatschi-Waldera" - Face B: "Wir Tanzen Tango"                                                          | —                         | —                         | —                         | —                         | —                         | Non album single            |
| 1976  | "Ich Bin Da Gar Nicht Pingelig" - Face B: "Honigmann"                                                   | —                         | —                         | —                         | —                         | —                         | Non album single            |
| 1978  | "TV-Glotzer (White Punks On Dope) - Paru sous: Nina Hagen Band - Face B: "Heiss"                        | —                         | —                         | —                         | —                         | —                         | Nina Hagen Band             |
| 1978  | "Auf'm Bahnhof Zoo" - Paru sous: Nina Hagen Band - Face B: "Der Spinner"                                | —                         | —                         | —                         | —                         | —                         | Nina Hagen Band             |
| 1979  | "Unbeschreiblich Weiblich" - Paru sous: Nina Hagen Band - Face B: "Der spinner"                         | —                         | —                         | —                         | 42                        | —                         | Nina Hagen Band             |
| 1979  | "Naturträne" - Paru sous: Nina Hagen Band - Face B: Heiss - uniquement                                  | —                         | —                         | —                         | 49                        | —                         | Nina Hagen Band             |
| 1979  | "African Reggae" - Paru sous: Nina Hagen Band - Face B: Wir Leben Immer Noch (Lucky Number)             | —                         | 27                        | —                         | —                         | —                         | Unbehagen                   |
| 1980  | "Herrmann Hiess Er" - Paru sous: Nina Hagen Band - Face B: Wau wau                                      | —                         | —                         | —                         | —                         | —                         | Unbehagen                   |
| 1980  | "Auf'm Rummel" - Paru sous: Nina Hagen Band - Face B: Wenn Ich Ein Junge Wär (live)                     | —                         | —                         | —                         | —                         | —                         | Unbehagen                   |
| 1982  | "Smack Jack" - Face B: "Cosma shiva"                                                                    | —                         | —                         | 7                         | —                         | —                         | NunSexMonkRock              |
| 1983  | "Zarah (Ich weiss, es wird einmal ein Wunder geschehen)" - Face B: "Frühling In Paris"                  | —                         | —                         | —                         | —                         | 45                        | Angstlos                    |
| 1983  | "New York / N.Y." - Face B: "Zarah"                                                                     | —                         | 78                        | —                         | —                         | 9                         | Angstlos                    |
| 1983  | "The Change" - Face B: "Lorelei"                                                                        | —                         | —                         | —                         | —                         | —                         | Angstlos                    |
| 1985  | "Universal Radio" - Face B: "Prima Nina In Ekstase"                                                     | —                         | —                         | —                         | —                         | 39                        | In Ekstasy                  |
| 1985  | "Gott Im Himmel (Spirit In The Sky)" - Face B: "Die Ufos Sind Da"                                       | —                         | —                         | —                         | —                         | —                         | In Ekstasy                  |
| 1986  | "World Now" - Face B: "World Now (instrumental)                                                         | —                         | —                         | —                         | —                         | —                         | Love                        |
| 1989  | "Las Vegas" - Face B: "Where's the Party"                                                               | —                         | —                         | —                         | —                         | —                         | Nina Hagen                  |
| 1989  | "Hold me" - Face B: "Michail, Michail (Gorbachev Rap)"                                                  | —                         | —                         | —                         | —                         | —                         | Nina Hagen                  |
| 1989  | "Love Heart Attack" - Face B: "Where's the Party"                                                       | —                         | —                         | —                         | —                         | —                         | Nina Hagen                  |
| 1989  | "Ave Maria" - Face B: "Hold Me"                                                                         | —                         | —                         | —                         | —                         | —                         | Nina Hagen                  |
| 1990  | "New York N.Y. (Ben Liebrand Remix)" - Face B: New York, N.Y.                                           | —                         | —                         | —                         | —                         | —                         | The Very Best of Nina Hagen |

De 1991 à aujourd'hui
| Année                             | Titre                                                                                                 | Position dans les chartes | Position dans les chartes | Position dans les chartes | Album                                                    |
| Année                             | Titre                                                                                                 | ALL                       | AUT                       | SUI                       | Album                                                    |
| --------------------------------- | --- | ------------------------- | ------------------------- | ------------------------- | -------------------------------------------------------- |
| 1991                              | "In My World" - Face B: 3 x "In My World" (différents mix)                                            | —                         | —                         | 19                        | Street                                                   |
| 1991                              | "Blumen Für Die Damen" - Face B: "Good Vibrations"                                                    | —                         | —                         | —                         | Street                                                   |
| 1991                              | "Berlin" - Face B: "Erfurt + Gera "                                                                   | —                         | —                         | —                         | Street                                                   |
| 1992                              | "Go Ahead" - Face B: "om TV"                                                                          | —                         | —                         | —                         | publicité pour VW                                        |
| 1993                              | "African Reggae Remix '93 " - Face B:3 x "African Reggae" (différents mix)                            | —                         | —                         | —                         | Non Album single                                         |
| "Pillow Talk" - Face B: "L'Amore" | — | —                         | —                         | Revolution Ballroom       |                                                          |
| 1994                              | "Revolution Ballroom" - Face B: "I'm Gonna Live The Life"                                             | —                         | —                         | Revolution Ballroom       | —                                                        |
| 1994                              | "So Bad" (Radio Edit) - Face B: "Revolution Ballroom"                                                 | —                         | —                         | Revolution Ballroom       | —                                                        |
| 1995                              | "Tiere" - Face B: 3 x "Tiere" (différents mix)                                                        | —                         | —                         | —                         | FreuD Euch                                               |
| 1996                              | "Sonntag Morgen" - Face B: "Riesenschritt"                                                            | —                         | —                         | —                         | FreuD Euch                                               |
| 1996                              | "Abgehaun" - Face B: "Runaway"                                                                        | —                         | —                         | —                         | FreuD Euch                                               |
| 1998                              | "Eisern Union" - Face B: 3 x "Eisern Union" (différents mix)                                          | —                         | —                         | —                         | Hymne du 1. FC Union Berlin                              |
| 2000                              | " Schön Ist Die Welt" - Face B: "Der Wind Hat Mir Ein Lied Erzählt "                                  | —                         | —                         | —                         | Publicité pour l'Exposition internationale               |
| 2000                              | "Der Wind Hat Mir Ein Lied Erzählt" - Face B: 2 x"Der Wind Hat Mir Ein Lied Erzählt" (différents mix) | 96                        | —                         | —                         | Return of the Mother                                     |
| 2004                              | "Immer Lauter" - Face B: 2 x "Immer lauter "(différents mix)                                          | —                         | 28                        | —                         | Chanson officielle de l'association caritative Life Ball |
| 2010                              | "Personal Jesus" - Face B: —                                                                          | —                         | —                         | —                         | Personal Jesus                                           |
| 2020                              | "Unity" - Face B: —                                                                                   | —                         | —                         | —                         | Non Album single                                         |

## Singles ou titres en collaborations
| Year | Artiste               | Single / Titre                                              | Charts | Charts | Charts | Charts | Charts | Album                                                                           | Ref    |
| Year | Artiste               | Single / Titre                                              | ALL    | AUT    | FIN    | SUI    | UK     | Album                                                                           | Ref    |
| ---- | --------------------- | ----------------------------------------------------------- | ------ | ------ | ------ | ------ | ------ | ------------------------------------------------------------------------------- | ------ |
| 1977 | Wolf Biermann         | "Frühjahrslied Der Eisenbahnerin", "Stillepenn Schlufflied" | —      | —      | —      | —      | —      | Der Friedensclown                                                               | [ 22 ] |
| 1988 | Bernward Büker        | "Die Kleinen Grünen Männchen"                               | —      | —      | —      | —      | —      | Face B du single "Wenn Ein Stern Vom Himmelszelt Dir Direkt Vor Die Füße Fällt" | [ 23 ] |
| 1992 | Udo Lindenberg        | "Romeo & Juliaah"                                           | —      | —      | —      | —      | —      | Panik Panther                                                                   | [ 24 ] |
| 1992 | Adamski               | "Get Your Body!                                             | —      | —      | —      | —      | 68     | Naughty                                                                         | [ 26 ] |
| 1993 | Freaky Fukin Weirdoz  | "Hit Me With Your Rhythm Stick"                             | —      | —      | —      | —      | —      | Mao Mak Maa                                                                     | [ 27 ] |
| 1996 | BAP                   | " Talk Show", "Weihnachtsnaach"                             | —      | —      | —      | —      | —      | Amerika                                                                         | [ 28 ] |
| 1996 | Herman Brood          | "Gimme Your Love"                                           | —      | —      | —      | —      | —      | 50 The Soundtrack                                                               | [ 29 ] |
| 1997 | Thomas D              | "Solo"                                                      | 15     | 36     | —      | 26     | —      | Solo                                                                            | [ 33 ] |
| 1999 | Oomph!                | "Fieber"                                                    | —      | —      | —      | —      | —      | Plastik                                                                         | [ 34 ] |
| 2001 | Rosenstolz            | "Die Schwarze Witwe"                                        | 22     | —      | —      | —      | —      | Kassengift                                                                      | [ 36 ] |
| 2002 | Michael von der Heide | "Kriminal Tango"                                            | —      | —      | —      | —      | —      | Frish                                                                           | [ 37 ] |
| 2003 | Apocalyptica          | "Seeman"                                                    | 13     | 35     | 18     | 73     | —      | sorti uniquement en single                                                      | [ 40 ] |
| 2003 | Beginner              | "Wer Bistn Du?"                                             | —      | —      | —      | —      | —      | Blast Action Heroes                                                             | [ 41 ] |
| 2005 | Frank Zander          | "Liebeskummer Lohnt Sich Nicht"                             | —      | —      | —      | —      | —      | Rabenschwarz #2                                                                 | [ 42 ] |
| 2005 | Ensemble Modern       | "Die Ballade Von Der Sexuellen Hörigkeit"                   | —      | —      | —      | —      | —      | Heiß                                                                            | [ 43 ] |
| 2015 | Arling & Cameron      | "Eve"                                                       | —      | —      | —      | —      | —      | Good Times                                                                      | [ 44 ] |